# Jugend-Album

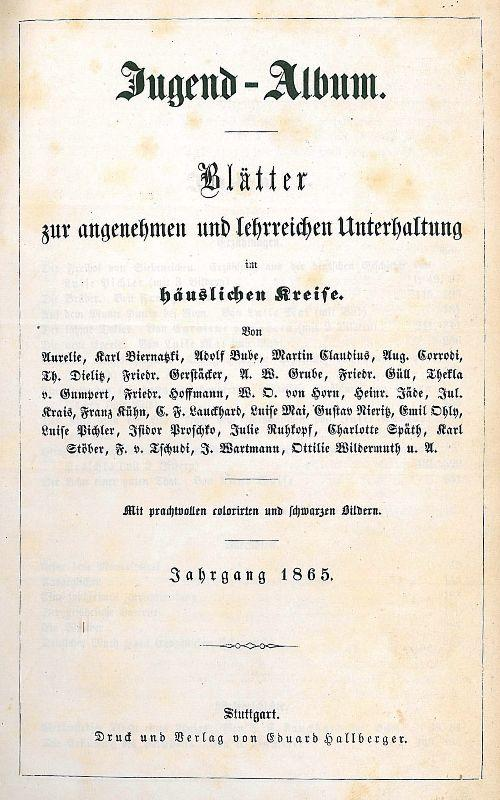
Jugend-Album 1865, Titelseite.

Jugend-Album war eine Monatszeitschrift für die Jugend. Sie erschien in 34 Jahrgängen von 1850 bis 1889, ausgenommen 1867, 1872 und 1882–1885. Sie wurde verlegt von den Stuttgarter Verlagen Eduard Hallberger (ab 1850), Wilhelm Nübling (ab 1868) und Albert Koch (ab 1870). 
1850 trug die Zeitschrift den Untertitel „Blätter für den häuslichen Kreis“, ab 1851 „Blätter zur angenehmen und lehrreichen Unterhaltung im häuslichen Kreise“ oder „Festgabe zur angenehmen und lehrreichen Unterhaltung im häuslichen Kreise“. Der erste Jahrgang enthielt den Vermerk „Unter Mitwirkung von Gustav Schwab herausgegeben von Emma Niendorf“, die folgenden Ausgaben erschienen ohne diesen Vermerk. Die Hefte hatten einen Umfang von 32, später 48 Seiten (ohne Tafelbilder) und waren mit Tafelbildern in Farbe und in Schwarzweiß und mit zahlreichen Textillustrationen bebildert.
| - Anzeige für das Jugend-Album im Schwäbischen Merkur, 1859. | - Tafelbild „Löwe und Tieger“, Jugend-Album, 1850. |